# El Amigo del Pueblo (periódico chileno)
El Amigo del Pueblo fue un periódico chileno existente por un breve periodo en 1850. Fue difusor de los dirigentes de la Sociedad de la Igualdad

## Historia
Apareció el 1 de abril de 1850 en Santiago de Chile, y su director fue Eusebio Lillo.
Fue un diario con múltiples objetivos; aparte de difundir los principios de la Sociedad de la Igualdad, se opuso al Gobierno de Manuel Bulnes y a la candidatura de Manuel Montt para la elección presidencial de 1851. También intentaba informar acerca de cuestiones de interés público, publicitar libros y empresas de sus suscriptores, entretener mediante la publicación de un folletín y divulgar ciertas corrientes intelectuales a las cuales los dirigentes de la Sociedad de la Igualdad sentían apego.
Se publicó hasta el 3 de junio de 1850, alcanzando solo 53 números.
Rosario Ortiz, una de las primeras mujeres periodistas de América Latina junto con Ursula Binimellis formaron parte de su redacción.